# Cernuella jonica
Cernuella jonica is een slakkensoort uit de familie van de Geomitridae. De wetenschappelijke naam van de soort werd voor het eerst geldig gepubliceerd in 1854 door Mousson.